# Tarzan the Untamed
Tarzan the Untamed (Brasil: Tarzan, O Destemido / Portugal: Tarzan, O Indomável) é um romance de autoria do escritor norte-americano Edgar Rice Burroughs. Publicado em 1920, é o sétimo de uma série de vinte e quatro livros sobre o personagem Tarzan e o mais longo de todos, com cento e dez mil palavras na edição original em Inglês.

## Resumo
O alvorecer da Primeira Guerra Mundial encontra Tarzan retornando para casa, na África Oriental. Ao chegar, encontra a propriedade destruída, os guerreiros Waziri trucidados e um corpo queimado que, por um anel de casamento, ele identifica como sendo de Jane.
Consumido pela dor e pela fúria, o rei das selvas jura vingança e inicia uma campanha de guerrilha contra o exército alemão. Ajudado pelo faminto Numa, o leão, ele persegue e mata os responsáveis pela morte sua amada.
Em suas andanças, Tarzan tropeça em Bertha Kircher, uma bela espiã inimiga, a quem ele salva de vários perigos.
Quando os britânicos recuperam aquela vasta região, o homem-macaco se dirige ao outro lado da África, a África banhada pelo Atlântico, onde nasceu e foi criado. No caminho, descobre que seus serviços são necessários na cidade perdida de Xuja, governada por fanáticos embrutecidos que aprisionaram Bertha e um oficial britânico.

## História editorial

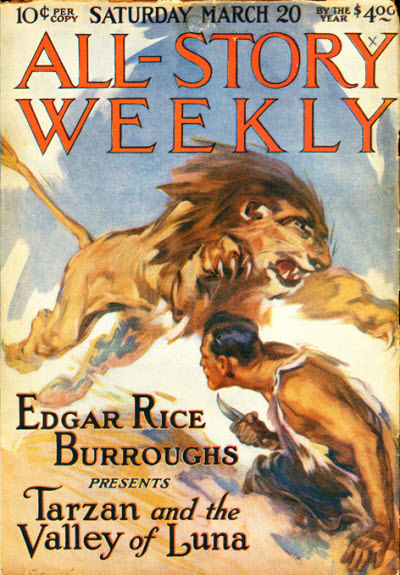
Tarzan and the Valley of Luna, capa da revista All-Story Weekly, 20 de março de 1920, arte de P. J. Monahan

A novela Tarzan and the Huns foi escrita entre 9 de agosto de 1918 e 24 de janeiro de 1919. Tarzan and the Valley of Luna, de 7 de agosto a 10 de setembro de 1919.
Tarzan and the Huns foi publicada pela revista pulp Red Book Magazine em seis números sucessivos, de março a agosto de 1919, com vinte e cinco ilustrações de Charles Livingston Bull.
Tarzan and the Valley of Luna, por sua vez, apareceu em cinco edições da também revista pulp All-Story Weekly, de 20 de março a 17 de abril de 1920. A capa do primeiro número foi desenhada por P. J. Monahan.
A primeira edição em livro foi publicada pela editora A.C. McClurg em 30 de abril de 1920, combinando as duas novelas. J. Allen St. John é o autor da capa e das nove ilustrações em tom sépia.
No Brasil, a narrativa foi lançada em 1935 pela Companhia Editora Nacional, com uma tiragem de quinze mil exemplares, em dois volumes. Sete outras edições seguiram-se, entre 1946 e 1968, com tiragens de cinco mil exemplares, exceto a sexta, com dez mil. Também a partir da sexta edição, o romance passou a ser editado em apenas um volume. A obra, como todas as outras do herói, faz parte da renomada coleção Terramarear, sob o número 34.
Outra editora brasileira, CODIL - Cia. Distribuidora de Livros, publicou uma edição luxuosa em 1959, ilustrada por Manoel Victor Filho, com título idêntico ao utilizado pela Companhia Editora Nacional -- Tarzan, O Destemido.
Em Portugal, o livro saiu pela Portugal Press, de Lisboa, assim como todos os outros vinte e três sobre o homem macaco.

## Adaptações

### Quadrinhos
A primeira quadrinização foi publicada como tiras diárias entre 20 de junho de 1932 e 25 de março de 1933, ilustrada por Rex Maxon e escrita por R. W. Palmer. Com quarenta semanas, é a mais longa deste formato, entre todas as outras baseadas nas aventuras de Tarzan. Os vilões, originalmente alemães, foram substituídos por comunistas, os novos inimigos.
A Gold Key publicou a primeira versão em revistas em quadrinhos, nos números 163 e 164 de "Tarzan of the Apes", em janeiro e fevereiro de 1967, com ilustrações de Russ Manning e roteiro de Gaylord Du Bois.
No Brasil, essa adaptação foi lançada pela EBAL em fins da década de 1960, na coleção Lança de Prata, e reimpressa em dois números de "Tarzan", em 1986.
De junho a dezembro de 1976, a DC Comics publicou sua adaptação, que contou com o concurso de vários ilustradores e roteiristas. Joe Kubert foi um dos artistas que trabalharam nas capas.

## Cinema
Apesar do livro nunca ter recebido uma versão cinematográfica, no filme Tarzan Triumphs (1943), Tarzan aparece lutando contra alemães nazistas durante a Segunda Guerra Mundial.